# 夏尔·贡杜安
夏尔·贡杜安（法語：Charles Gondouin，1875年7月21日—1947年12月25日），法国男子橄榄球、拔河运动员。他曾代表法国参加1900年夏季奥林匹克运动会，获得一枚金牌和一枚银牌。